# Лондонски протокол (1830)
Вижте пояснителната страница за други значения на Лондонски протокол.
Лондонският протокол е подписан на 3 февруари 1830 г. между Руската империя, Кралство Франция и тогавашното Обединено кралство Великобритания и Ирландия.
Състои се от 9 члена и прогласява създаването на независимо кралство Гърция в резултат от т.нар. гръцка война за независимост.
Протоколът определя и сухопътната граница на Гърция с Османската империя, която обаче не е Арта - Волос, а започва от устието на Аспропотаму откъдето следва фарватера до езерата, Ангелокастро, Врахори и Саровица (Σαυροβίτσας) и от тях до Артотина. От Артотина следва билото на Оксас (Άξου; Вардусия), долината на Калури (Κοτούρης; Морнос) и по гребена на Ета достига до залива на Зейтун. Към Гърция се придават остров Негропонте, Дяволските острови, Цикладските острови и остров Аморгос. 